# Кубер (річка)
Кубер — річка в Україні, у Конотопському районі Сумської області. Ліва притока Клевені (басейн Дніпра).

## Опис
Довжина річки приблизно 6,9 км.

## Розташування
Бере початок у селі Пищикове. Тече переважно на північний захід через Стрільники і впадає у річку Клевень, праву притоку Сейму. 
Населені пункти вздовж берегової смуги: Плотникове.